# ヌエル県

エチオピアの地域と県の地図

ヌエル県（ヌエルけん、アムハラ語: ኑዌር ዞን、ヌエル語: Gua̱th Ciɛŋkä naath）はエチオピア連邦民主共和国ガンベラ州の県。西方にはガンベラ州都であるガンベラがあり、南スーダンと国境を接している。北にはバロ川、西方にはピウボル、南西にはピボール川、東にはイタン特別郡、南東にはアヌアク県が位置している。ヌエル県内のニイネニャン（Nyinenyang）と呼ばれる町には、クエルゲン（Kuergeng）、クアチ・ティア̱ン（Kuach Thia̱ng）、ニイネニャン（Nyinenyang）、マタル（Matar）、ティアゴル（Tiergol）の5つのウォレダがある。ヌエル県はエチオピアの低地に位置し、海抜400-430メートルの平地となっている。地理的には、草原、沼地、湿地がほとんどで、一部森林があったりする。畜産業によって収入を得る人々が多い。2006年現在、農業協同組合はなく、道路も整備されておらず、その他のインフラもほとんど整備されていない。ジカウ（Jikaw）とアコボ（Akobo）の両ウォレダは、雨季には洪水に見舞われるため、人々は水が引くまで牛を連れて高地へ移動する必要がある。

## 人口統計
エチオピア中央統計局（CSA）が実施した2007年度の国勢調査によると、県の総人口は112,606人で、そのうち男性が60,543人、女性が52,063人である。人口の10.89％にあたる12,266人が県内の都市部に住んでいる。ヌエル県に住む民族は主に3つで、ヌエル族（95.56％）、アヌアク族（2.06％）、シダマ族（1.16％）である；その他の民族は人口の1.22％を占めている。
ヌエル語を母語とする人は96.68％、アヌアク語を母語とする人は2.06％で、残りの1.26％は報告されている他のすべての主要言語を話している。住民の88.82％がプロテスタントを信仰していると答え、5.7％が伝統宗教、5.3％がイスラム教、3.26％がカトリック、1.44％がエチオピア正教を信仰している。